# Reformierte Kirche Morges

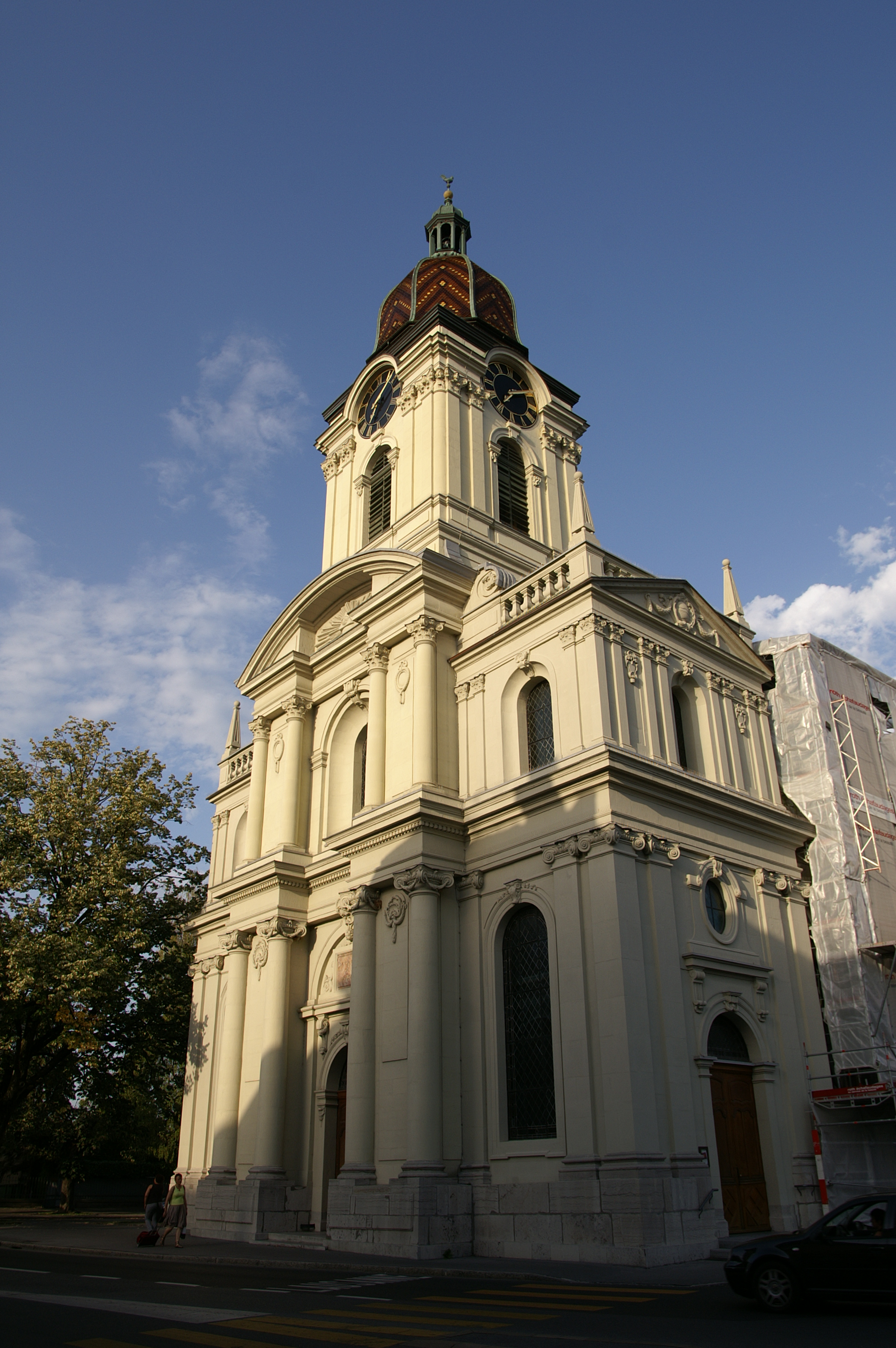
Hauptfassade des Temple

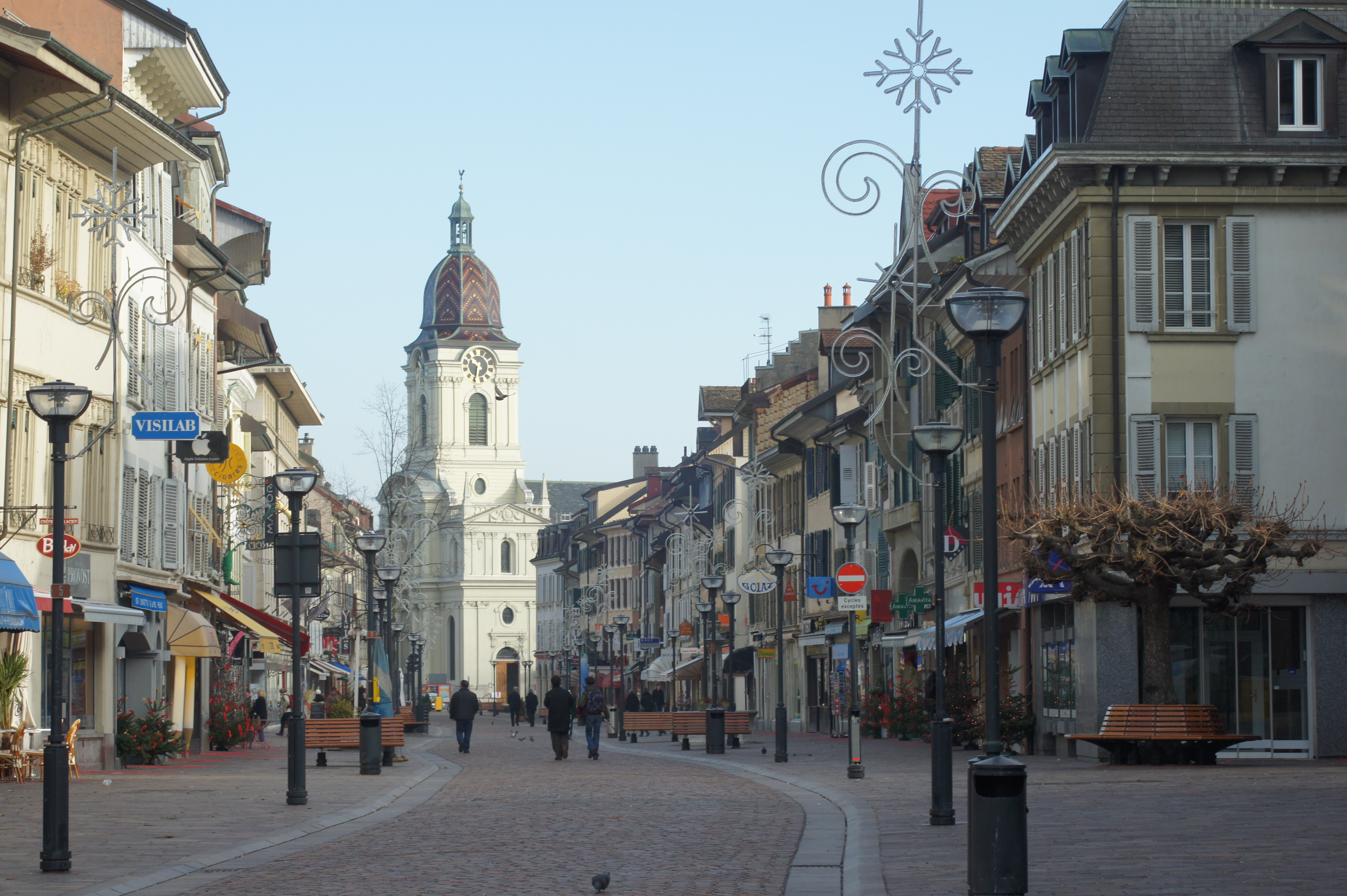
Blick durch die Grand Rue

Die Reformierte Kirche Morges (französisch Temple de Morges) ist ein 1769–1776 erstelltes barockes Kirchengebäude der Église Évangélique Réformée du canton de Vaud nahe der Altstadt von Morges im Kanton Waadt.

## Geschichte
Das heutige Kirchengebäude befindet sich vor den Mauern der Altstadt und ersetzt einen an gleicher Stelle situierten mittelalterlichen Vorgängerbau. Der Architekt Erasmus Ritter legte 1768 für den Bau der neuen Kirche ein ungewohnt grosszügiges und prunkvolles Projekt vor. Es wurde in den Jahren 1769–1776 realisiert. Nachdem trotz statischen Grundsicherungsmassnahmen beim Bau des Turms erhebliche Probleme mit dem Baugrund aufgetreten waren, trat Ritter 1772 als Leiter der Bauarbeiten zurück. Mit der Fertigstellung des Rohbaus und der Hauptfassade beschäftigten sich ab 1772 die Architekten Léonard Roux und Rodolphe de Crousaz. 1776 konnte die Kirche eingeweiht werden. Bereits im Jahre 1778 erhielt sie als eine der ersten reformierten Kirchen der heutigen Schweiz eine Orgel.
1892–1896 wurden bei einer Renovation leichte Eingriffe bei der Innenraumgestaltung vorgenommen. So wurde die Empore für den Einbau einer neuen Orgel erweitert und die Kanzel versetzt.

## Beschreibung
Die Kirche ist geprägt von den Handschriften Erasmus Ritters einerseits und der französischen Architekten Roux und Crousaz andererseits. Während Ritters Pläne deutliche Züge des Spätbarocks aufweisen, haben Roux und Crousaz Einflüsse des französischen Frühklassizismus in die Fassaden- und Innenraumgestaltung einfliessen lassen.
Ritters Projekt bildete ein Griechisches Kreuz, wobei die zur Hauptachse der Kirche lateralen Kreuzarme die Seitenemporen und der frontale halbrunde Kreuzarm die Orgelempore aufnehmen sollte. Den vierten Kreuzarm bildete ein rechteckiger Chorraum mit abschliessender Konche. Da 1772 bereits ein Grossteil der Kirche gebaut war, wurde nur wenig Ritters Grundkonzept geändert. Zu bemerken ist insbesondere die Preisgabe der Idee einer konvexen Hauptfassade zugunsten eines rechteckigen Risaliten mit inkorporiertem Turm, der durch stärkere Fundamente dem unsicheren Grund besser trotzen sollte als ein einfacher Frontturm.

### Äusseres
Die repräsentative barock-klassizistische Hauptfassade wird in der heutigen Schweiz wohl nur von der Heiliggeistkirche in Bern übertroffen, von der sie unzweifelhaft auch inspiriert wurde. Die Fassade gliedert sich in zwei Stockwerke und drei Achsen. Die Mittelachse tritt gegenüber den Seitenachsen leicht hervor. Das reich ornierte Hauptportal wird beidseits von zwei Pilastern flankiert, denen zwei auf einem Sockel ruhende Säulen ionischer Ordnung vorgelagert sind. Sie tragen ein mächtiges Gebälk mit Zahnschnittfries, das um den gesamten Risalit herumläuft. Im Obergeschoss wird ein leicht zurückgesetzten Rundbogenfenster beidseits von zwei korinthischen Dreiviertelsäulen flankiert, die einen gekröpften Segmentgiebel als Abschluss der Fassade tragen. Das Giebelfeld zeigt das Allsehende Auge in einer Glorie. Die Seitenachsen der Hauptfassade enthalten im unteren Geschoss ein von ionischen Pilastern flankiertes Rundbogenfenster und im oberen Geschoss ein leicht zurückversetztes Fenster, das von zwei korinthischen Pilastern flankiert wird. Der die Mittelachse bekrönende Segmentgiebel geht über Voluten schwungvoll in die Balustraden über, die die Seitenachsen abschliessen. Die Ecken der Fassade werden durch klassizistische Obelisken markiert.
Weniger barocke Dramatik und mehr klassizistische Ordnung finden wir in der Gliederung der Seitenfassaden des Vorbaus. Über dem Portal mit Lünettenfenster befindet sich ein von Zierkonsolen getragenes Gesims an das ein Oculus-Fenster anschliesst. Das Stockwerk wird seitlich von je zwei ionischen Pilastern beschlossen. Im darüberliegenden Geschoss wird ein zurückversetztes Rundbogenfenstern von je vier korinthischen Pilastern flankiert. Bekrönt wird die Fassade durch einen Dreiecksgiebel, in dessen Giebelfeld ein mit Girlanden verziertes Medaillon zu sehen ist.
Der inkorporierte Turm wurde ebenfalls in die Fassadengestaltung miteinbezogen. Die Voluten seitlich des zentralen Segmentbogens werden als konvexe Bauteile in den Turm übergeführt. Über einem Gebälk befindet sich das Glockengeschoss mit einem Schallfenster und darüber die Turmuhr. Die Turmfassade, die auf allen vier Seiten des Turmes weitgehend identisch ist, wird durch zwei korinthische Pilaster zu beiden Seiten flankiert. Das abschliessende Gebälk weist eine halbrunde Aussparung für das Zifferblatt auf. Eine schwungvolle, glockenförmige Haube aus farbigen Ziegeln bekrönt den Turm. Den Abschluss bildet eine Laterne, die von einer kleineren Haube mit Turmhahn bekrönt wird.
Die übrigen Fassaden der Kirche kennzeichnet ein eingeschossiger Aufbau, der durch Rundbogenfenster und Pilaster geprägt ist. Oberhalb der Kapitellzone der Pilaster folgt ein Gebälk und eine balustradenförmige Abschlusszone. Bemerkenswert sind die Seitenportale, die von einem Lünettenfenster und einem darüber befindlichen Oculus bekrönt werden. Die schwungvollen, in Sandstein ausgeführten Portalzonen heben sich von den verputzten Fassadenflächen deutlich ab. Zusätzlich werden die Seitenportale durch Segmentgiebel betont, die auf den flankierenden Pilastern ruhen. Das Dach bildet eine durch den Grundriss der Kirche verkomplizierte Form eines Mansardwalmdaches.

### Innenraum
Von der Vorhalle aus gelangt man über die seitlichen Treppen zur Empore und durch drei Eingänge ins Kirchenschiff. Die schwungvolle, hufeisenförmige Empore der Kirche nimmt den halbrunden hinteren Teil des Schiffs sowie die seitlichen Arme der Kirche ein. Die Empore ruht auf einem Gebälk, das als Kolonnade von ionischen Säulen getragen wird. Eine elegante Balustrade markiert die Mittelzone des Emporenaufbaus. Abgeschlossen wird sie durch hohe Arkaden mit korinthischen Säulen. Diese Emporengestaltung entspricht der St. Peterskirche in Zürich und suggeriert hier eine quasi-basilikale Grundrissform. Ein Gebälk mit Zahnschnittfries leitet in das den Innenraum überdachende Korbbogengewölbe über. Der dezente Einsatz von Stuck lässt den Innenraum im Vergleich zur Fassade schlicht erscheinen.
Im rechteckigen Chorraum befindet sich in zentraler Position die hölzerne Kanzel, ein Taufstein und ein Gabentisch aus der Bauzeit. Die Gestaltung der Kirche als Emporensaal mit zentraler, fast von überall aus sichtbarer Liturgiezone ist typisch für den reformierten Kirchenbau der Schweiz.
Die neugotischen Farbglasfenster in der Apsis stammen von Karl Wehrli und wurden 1891 und 1896 angefertigt.

## Orgel
Für die neue Kirche erbaute Samson Scherrer 1778 eine erste Orgel mit 16 Registern auf zwei Manualen und Pedal. 1821 führt Aloys Mooser eine Reparatur durch. 1895 wurde das Instrument nach Sales FR verkauft, wo es Ende der 1950er Jahre ersetzt wurde. Das Hauptgehäuse gelangte in den Besitz von Jean-Jacques Gramm und bildete den Grundstock des Schweizer Orgelmuseums in Roche VD. In Morges baute Carl Theodor Kuhn 1896 eine neue Orgel mit pneumatischer Traktur und 29 Registern auf drei Manuelen und Pedal. Dieselbe Firma ersetzte das Instrument 1951 durch ein dreimanualiges Werk mit 33 Registern und Barkerhebel.
Im Jahr 2022 wurde die Kuhn-Orgel von 1951 durch das heutige Instrument von Hendrik Ahrend hinter dem historischen Prospekt von 1896 ersetzt. Es verfügt über 40 Register, die auf drei Manuale und Pedal verteilt sind. In klanglicher Hinsicht geht die Orgel eine Synthese aus dem deutschen Barock eines Gottfried Silbermann mit französischer Romantik im Stil von Aristide Cavaillé-Coll ein. Die Disposition lautet wie folgt:
| I Positif C–a3 |       |
| Principal      | 8′    |
| Gedackt        | 8′    |
| Quintatön      | 8′    |
| Octav          | 4′    |
| Spitzflöt      | 4′    |
| Nasat          | 2 ⁄3′ |
| Octav          | 2′    |
| Quinte         | 1 ⁄2′ |
| Sesquialtera   | 4⁄5′  |
| Mixtur III     |       |
| Krummhorn      | 8′    |

| II Grand-Orgue C–a3 |        |
| Principal           | 16′    |
| Principal           | 8′     |
| Rohrflöt            | 8′     |
| Viol di Gambe       | 8′     |
| Octav               | 4′     |
| Quint               | 2 ⁄3′  |
| Octav               | 2′     |
| Terz                | 1 3⁄5′ |
| Cornet III          |        |
| Mixtur III          |        |
| Cymbel III          |        |
| Trompete            | 8′     |

| III Récit expressif C–a3 |    |
| Flûte harmonique         | 8′ |
| Viole de Gambe           | 8′ |
| Cor de Nuit              | 8′ |
| Voix celeste             | 8′ |
| Flûte octaviante         | 4′ |
| Octavin                  | 2′ |
| Trompette                | 8′ |
| Basson-Hautbois          | 8′ |
| Voix humaine             | 8′ |
| Clairon                  | 4′ |
| Tremblant récit          |    |

| Pédale C–f1   |     |
| Principalbass | 16′ |
| Subbass       | 16′ |
| Octavbass     | 8′  |
| Octavbass     | 4′  |
| Mixtur IV     |     |
| Posaunenbass  | 16′ |
| Trompetenbass | 8′  |

- Koppeln: II/I, I/P, II/P
- Tremblant doux, Tremblant fort
- Stimmung: Kellner-Bach
- Tonhöhe: 440 Hz bei 18 °C
- Winddruck: 77 mmWS (I, III, P), 81 mmWS (II)

## Glocken
Im Turm der Kirche befinden sich vier Kirchenglocken aus drei Jahrhunderten.
| Glocke | Giesser                            | Gussjahr | Schlagton |
| ------ | ---------------------------------- | -------- | --------- |
| 1      | Louis Golay, Morges                | 1821     | cis′      |
| 2      | Michel Jolly und Nicolas Humbert   | 1645     | e′        |
| 3      | Jean-Daniel Dreffet, Coppet/Genève | 1774     | e′        |
| 4      | Jean-Daniel Dreffet, Coppet/Genève | 1778     | fis′      |